# Crécy-la-Chapelle
Crécy-la-Chapelle település Franciaországban, Seine-et-Marne megyében. Lakosainak száma 4881 fő (2022. január 1.). Crécy-la-Chapelle Sancy, Tigeaux, Villiers-sur-Morin, Voulangis, Bouleurs, Couilly-Pont-aux-Dames, Coulommes, Guérard és Maisoncelles-en-Brie községekkel határos.

## Népesség
A település népességének változása:
| Lakosok száma | 4253 | 4279 | 4472 | 4531 | 4669 | 4713 | 4774 | 4779 | 4881 |
|               | 2013 | 2015 | 2016 | 2017 | 2018 | 2019 | 2020 | 2021 | 2022 |